# کیم هونگ-بوک
کیم هونگ-بوک (انگلیسی: Kim Hong-bok؛ زادهٔ ۴ مارس ۱۹۴۵) بازیکن فوتبال اهل کره جنوبی بود.